# پووی (کالیفرنیا)
پووی (به انگلیسی: Poway) شهری در شهرستان سن دیه‌گو، کالیفرنیا ایالت کالیفرنیا است که در سرشماری سال ۲۰۱۰ میلادی، ۴۷۸۱۱ نفر جمعیت داشته است.